# 郝肖仁
郝肖仁（1615年—？），字纉之，號虎丘，山西忻州人，清朝政治人物。

## 生平
崇禎十二年（1639年）己卯科山西鄉試舉人。清順治三年（1646年），登進士，授瀏陽縣知縣。
另有称順治十八年进士，历任直隶曲阳县、湖广瀏陽縣知縣。
有书称，任州同知时在地方叛乱中被擒。

## 家族
叔父郝芳聲，同榜舉人。